# بول هنريد
بول هنريد (بالإنجليزية: Paul Henreid)‏ (و. 1908 – 1992 م) هو مخرج أفلام، وممثل مسرحي، وممثل أفلام، من الولايات المتحدة، ولد في ترييستي، توفي في سانتا مونيكا، كاليفورنيا، عن عمر يناهز 84 عاماً، بسبب ذات الرئة.

## وصلات خارجية
- بول هنريد على موقع IMDb (الإنجليزية)
- بول هنريد على موقع الموسوعة البريطانية (الإنجليزية)
- بول هنريد على موقع ألو سيني (الفرنسية)
- بول هنريد على موقع ميوزك برينز (الإنجليزية)
- بول هنريد على موقع تيرنر كلاسيك موفيز (الإنجليزية)
- بول هنريد على موقع أول موفي (الإنجليزية)
- بول هنريد على موقع قاعدة بيانات برودواي على الإنترنت (الإنجليزية)
- بول هنريد على موقع قاعدة بيانات الأفلام السويدية (السويدية)
- بول هنريد على موقع إن إن دي بي (الإنجليزية)
- بول هنريد على موقع ديسكوغز (الإنجليزية)